# Napoleon-Karol Bonaparte

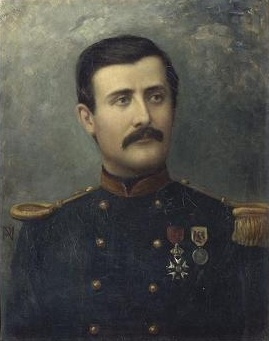
Napoleon-Karol Bonaparte

Napoleon-Karol (Napoléon-Charles) Bonaparte (ur. 5 lutego 1839 w Rzymie, zm. 11 lutego 1899 tamże) – francuski książę oraz francuski i meksykański wojskowy.
Urodził się jako dziewiąte z dwanaściorga dzieci księcia Karola Lucjana, sławnego ornitologa, najstarszego syna Lucjana, (brata Napoleona I) i Zenajdy z Bonapartych, córki Józefa, byłego króla Neapolu i Hiszpanii.
26 listopada 1859 poślubił w Rzymie księżniczkę Krystynę Ruspoli, należącą do najwyższej arystokracji włoskiej. Ślubu udzielił brat nowożeńca proboszcz Napoleon Lucjan Bonaparte.
W roku 1860 Napoleon III nadał całej gałęzi pochodzącej od stryja, Lucjana Bonapartego, godność książęcą (Prince français), lecz bez tytulatury "Cesarska Wysokość", która przysługiwała tylko jego rodzinie oraz gałęzi pochodzącej od Hieronima Bonapartego. W tym samym roku Napoleon-Karol wstąpił jako pułkownik do armii francuskiej i dowodził batalionem piechoty. Wysłany do Meksyku, służył tam w oddziałach niefortunnego cesarza Maksymiliana Habsburga. Po klęsce Maksymiliana i Francuzów powrócił do Francji i brał udział w Wojnie francusko-niemieckiej roku 1870. Wzięty do niewoli po upadku twierdzy Metz, przebywał jakiś czas w obozie jenieckim w Niemczech.
Po upadku monarchii napoleońskiej Napoleon Karol powrócił do Rzymu, gdzie spędził resztę życia. Humbert I, król Italii,  nadał mu w roku 1895 godność książęcą "Principe romano".
W małżeństwie z księżniczką Ruspoli Napoleon Karol miał trzy córki.